# Universidade Politécnica de Bucareste
A Universidade Politécnica de Bucareste (em romeno: Universitatea Politehnica din Bucureşti) é a maior e mais antiga universidade politécnica da Romênia. Ela foi fundada em 1864, com a reunião de instituições de ensino estabelecidas por Gheorghe Lazăr em 1818.